# Alliance Healthcare Romania
Alliance Healthcare România, fostă Farmexpert, este unul dintre principalii distribuitori de produse farmaceutice din România, furnizor de soluții logistice pentru farmacii și producătorii de medicamente. Compania oferă atât servicii de distribuție de medicamente, cât și expertiza în marketing și suport în vânzări, având o acoperire națională prin cele 6 depozite și 15 reprezentanțe locale.

## Istoric
În 1996, este fondată compania de distribuție farmaceutică Farmexpert de către medicul Eugen Banciu.
În anul 2006, 60% din acțiunile Farmexpert sunt cumpărate de concernul german Andreae Noris Zahn (ANZAG), al treilea distribuitor din piața germană de la acel moment.
În 2010, grupul britanic Alliance Boots preia 81.64% din acțiunile ANZAG, iar în 2013 ANZAG devine Alliance Healthcare Deutschland, membru Alliance Boots ca urmare a achiziției integrale de către Aliance Boots. Alliance Healthcare Deutschland (ANZAG) preia în totalitate Farmexpert.
După fuziunea Walgreens cu Alliance Boots din 2014, urmare a căreia este înființat Walgreens Boots, Farmexpert devine membru Walgreens Boots Alliance, lider mondial în industria farmaceutică și de frumusețe.
În 2016, Farmexpert lansează în România, cu suportul Aliiance Healthcare, conceptul comunității farmaciilor independente Alphega, parte a unei rețele de peste 7,200 de farmacii independente din 10 țări europene: Republica Cehă, Franța, Italia, Spania, Olanda, Germania, Regatul Unit al Marii Britanii, Turcia, România și Portugalia.
În 2017, este lansată Alloga, furnizor de soluții de distribuție pentru producătorii din domeniul sănătății, parte dintr-o rețea de servicii logistice prezentă în 10 țări europene: Regatul Unit al Marii Britanii, Franța, România, Spania, Olanda, Republica Cehă, Lituania, Italia, Germania și Portugalia.
Farmexpert își schimbă denumirea în Alliance Healthcare România în 2019 în urma unui proces de rebranding.
în iunie 2021, AmerisourceBergen, companie farmaceutică de vârf la nivel mondial, achiziționează Alliance Healthcare cu suma de 6,275 miliarde de dolari în numerar.

## Operațiuni
Alliance Healthcare România este prezentă la nivel national cu 6 depozite în București, Ploiești, Brașov, Iași, Cluj-Napoca și Timișoara.
Din portofoliul Alliance Healthcare România fac parte branduri și servicii precum comunitatea farmaciilor independente Alphega și Alcura; ; Alloga, furnizor de servicii logistice; Skills in Healthcare, care oferă soluții de marketing și vânzări.